# Azkoitia
Azkoitia é um município da Espanha na província de Guipúscoa, comunidade autónoma do País Basco, de área 55,40 km² com população de 10 787 habitantes (2007) e densidade populacional de 194,71 hab./km².

## Demografia
| Variação demográfica do município entre 1991 e 2004 | Variação demográfica do município entre 1991 e 2004 | Variação demográfica do município entre 1991 e 2004 | Variação demográfica do município entre 1991 e 2004 |
| --------------------------------------------------- | --------------------------------------------------- | --------------------------------------------------- | --------------------------------------------------- |
| 1991                                                | 1996                                                | 2001                                                | 2004                                                |
| 10512                                               | 10240                                               | 10272                                               | 10345                                               |